# Taylor Coppenrath
Taylor Burton Coppenrath (St. Johnsbury, 8 novembre 1981) è un ex cestista statunitense.

## College
Gioca per quattro stagioni con i Vermont Catamounts nella America East Conference della NCAA, mostrando ottime doti di realizzatore (21,4 punti di media a partita nell'arco dei quattro anni, con una punta di 25,1 nell'ultima stagione, nella quale catturava anche 7,8 rimbalzi di media a partita).

## Carriera da professionista in Europa
Non essendo stato scelto nel draft NBA va a giocare in Europa, più precisamente in Grecia nell'AEK Atene. Dopo una sola stagione si trasferisce in Italia, a Biella, dove tiene una media di 7,6 punti a partita. Gioca in seguito per diverse squadre della seconda divisione spagnola, tra cui Alicante, Melilla e Murcia con cui vince anche un campionato). In seguito ha giocato a Minorca, sempre nella seconda divisione spagnola.

## Palmarès

### Squadra
- Copa Príncipe de Asturias: 2

Alicante: 2009
Melilla: 2010

### Individuale
- MVP Copa Príncipe de Asturias: 1

Melilla: 2010